# IGN
IGN (cunoscut în trecut sub numele de Imagine Games Network) este un site de entertainment fondat de Jonathan Simpson-Bint în septembrie 1996, care publică articole din domeniile: jocuri video, filme, muzică și altele. Compania își are sediul în San Francisco, California.
IGN este cea mai importantă subsidiară a IGN Entertainment, care mai deține GameStats, VE3D, TeamXbox, Vault Network, și AskMen. 

## Nota 10
1. The Legend of Zelda: Ocarina of Time (Nintendo 64, 1998)[1]
2. Pokémon Red and Blue (Game Boy, 1999)[2][3]
3. Checkered Flag (Atari Lynx, 1999)[4]
4. Joust (Atari Lynx, 1999)[5]
5. Shanghai (Atari Lynx, 1999)[6]
6. Super Mario Bros. Deluxe (Game Boy Color, 1999)[7]
7. The Legend of Zelda: Link's Awakening DX (Game Boy Color, 1999)[8]
8. Soulcalibur (Dreamcast, 1999)[9]
9. Mario Golf (Game Boy Color, 1999)[10]
10. Pokémon Yellow (Game Boy, 1999)[11]
11. Sonic the Hedgehog Pocket Adventure (NeoGeo Pocket Color, 1999)[12]
12. SNK vs. Capcom: The Match of the Millennium (Neo Geo Pocket Color, 2000)[13]
13. Magical Tetris Challenge (Game Boy Color, 2000)[14]
14. Metal Gear Solid (Game Boy Color, 2000)[15]
15. Pokémon Gold and Silver (Game Boy Color, 2000)[16][17]
16. The Legend of Zelda: Oracle of Seasons and Oracle of Ages (Game Boy Color, 2001)[18][19]
17. Dragon Warrior III (Game Boy Color, 2001)[20]
18. Tornado Mania! (telefon mobil, Java, 2006)[21]
19. Grand Theft Auto IV (PlayStation 3 și Xbox 360, 2008)[22]
20. Metal Gear Solid 4: Guns of the Patriots (PlayStation 3, 2008)[23]
21. Super Mario Galaxy 2 (Wii, 2010)[24]
22. Red Dead Redemption: Undead Nightmare (PlayStation 3 și Xbox 360, 2010)[25]
23. Pac-Man Championship Edition DX (PlayStation 3 și Xbox 360, 2010)[26]
24. Chrono Trigger (Wii Virtual Console, 2011)[27]
25. Uncharted 3: Drake's Deception (PlayStation 3, 2011)[28]
26. The Legend of Zelda: Skyward Sword (Wii, 2011)[29]
27. Infinity Blade II (iOS, 2011)[30]
28. The Last of Us (PlayStation 3, 2013)[31]
29. Grand Theft Auto V (PlayStation 3 și Xbox 360, 2013)[32]
30. The Last of Us: Remastered (PlayStation 4, 2014)[33]

### 9.9
1. The Legend of Zelda: Majora's Mask (Nintendo 64, 2000)[34]
2. Tony Hawk's Pro Skater 2 (Dreamcast, 2000)[35]
3. Conker's Bad Fur Day (Nintendo 64, 2001)[36]
4. Advance Wars (Game Boy Advance, 2001)[37]
5. Grand Theft Auto: San Andreas (PlayStation 2, 2004)[38]
6. Jade Empire (Xbox, 2005)[39]

## Legături externe
- Site web oficial
- IGN 64 (arhivă)
- Canalul IGN de YouTube